# Ojasoo
Ojasoo – wieś w Estonii, w prowincji Harju, w gminie Kõue.